# شينيدو ايدو
شينيدو ايدو (5 فبراير 1987 ببرلين في ألمانيا - ) هو لاعب كرة قدم نيجيري وألماني في مركزي الهجوم والوسط. شارك مع منتخب ألمانيا تحت 17 سنة لكرة القدم ومنتخب ألمانيا لكرة القدم تحت 18 سنة ومنتخب ألمانيا تحت 19 سنة لكرة القدم ومنتخب ألمانيا تحت 20 سنة لكرة القدم ومنتخب ألمانيا تحت 21 سنة لكرة القدم. أما مع النوادي، فقد لعب مع أنورثوسيس فاماغوستا وتفينتي أنشخيدة وماينتس 05 ونادي دويسبورغ ونادي كايزرسلاوترن ونادي هرتا برلين ويونيون برلين وHertha BSC II ‏.

## روابط خارجية
- شينيدو ايدو على موقع قاعدة بيانات كرة القدم.إي يو (الإنجليزية)
- شينيدو ايدو على موقع بيانات كرة القدم. دي إي (الألمانية)
- شينيدو ايدو على موقع Soccerway.com (الإنجليزية)
- شينيدو ايدو على موقع عالم كرة القدم.نت (الإنجليزية)
- شينيدو ايدو على موقع AS.com (الإسبانية)